# (9403) Sanduleak
(9403) Sanduleak est un astéroïde de la ceinture principale.

## Description
(9403) Sanduleak est un astéroïde de la ceinture principale. Il fut découvert le 31 octobre 1994 à Kitt Peak par le projet Spacewatch. Il présente une orbite caractérisée par un demi-grand axe de 2,69 UA, une excentricité de 0,10 et une inclinaison de 4,3° par rapport à l'écliptique.

## Compléments